# 스티븐 마흐트

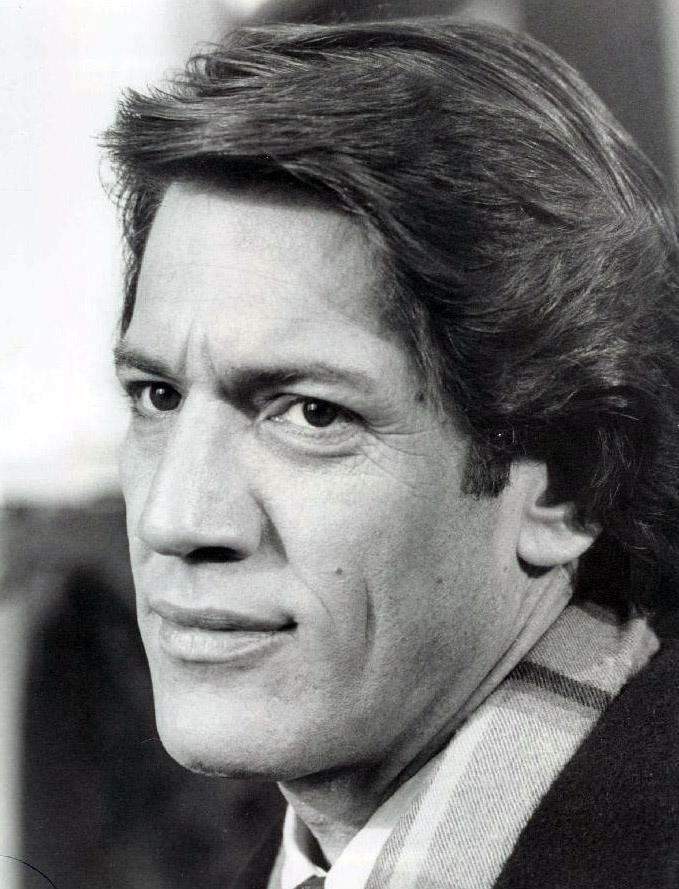

스티븐 막트(Stephen Macht, 1942년 5월 1일 ~ )는 미국의 배우이다.
필라델피아에서 태어났다.

## 출연 작품
- 911 위기의 시간 (2003년) - 폴 울포위츠 역
- 네버 세이 다이 (2001년)
- 에이전트 레드 (2000년)
- 네비게이터(영어판) (1999년)
- 터치 미 (1997년) - 로버트 역
- 트랜서 5 (1995년)
- 천하무적 갈가메스 (1995년)
- 트랜서 4 (1994년)
- 트윈스 스토리 (1993년)
- 트랜서 3 (1992년)
- 아미티빌 6 (1992년)
- 깊은 밤 깊은 곳에 2 (1991년)
- 괴물 (1990년)
- 블라인드 위트니스 (1989년)
- 형사 콜롬보 - 피빛 결투 (1989년)
- 비엔나의 우정 (1988년)
- 악마 군단 (1987년)
- 삼손과 데릴라 (1984년)
- 생사의 여객기 (1984, Flight 90: Disaster on the Potomac)
- 카리브해의 비밀 (1983년)
- 마운틴 맨 (1980년)
- 히로시마 원폭투하대 (1980년)
- 나이트윙 (1979년)
- 콰이어보이 (1977년) - 스팬서 반 모트 역
- 엔터베 특공 작전 (1977년)
- 창공의 여왕 (1976년)
- 코작 (1973년)

### 텔레비전
- 낫츠 랜딩 (1979년)
- 타잔 - 96년 TV 시리즈 (1996년)
- 원 라이프 투 리브 (1968년)